# Scarface – Chicagos siste gangster
Scarface – Chicagos siste gangster (originaltitel: Scarface – The Shame of the Nation) är en amerikansk film från 1932 i regi av Howard Hawks. Filmen finansierades och producerades av Howard Hughes. Manuset skrevs av Ben Hecht baserat på romanen Scarface från 1929 av Armitage Trail. Skådespelare är bland andra Paul Muni, Ann Dvorak, George Raft och Boris Karloff.

## Handling
Filmen utspelar sig under förbudstiden på 1920-talet och handlar om gangstern Tony Camonte (Paul Muni) som går från att vara en underhuggare till att bli en av Chicagos mäktigaste gangstrar. Rivaliteten mellan Tony och hans chef Johnny Lovo (Osgood Perkins) ökar när Tony visar intresse för Lovos flickvän Poppy (Karen Morley). Tony är också i konflikt med sin familj och är väldigt överbeskyddande mot sin syster (Ann Dvorak).

## Medverkande i urval

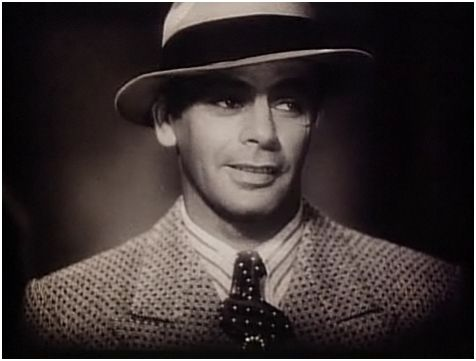
Paul Muni som Tony "Scarface" Camonte.

| Paul Muni       | – Antonio "Tony" Camonte    |
| Ann Dvorak      | – Francesca "Cesca" Camonte |
| Karen Morley    | – Poppy                     |
| Osgood Perkins  | – John "Johnny" Lovo        |
| C. Henry Gordon | – Inspector Ben Guarino     |
| George Raft     | – Guino Rinaldo             |
| Vince Barnett   | – Angelo                    |
| Boris Karloff   | – Tom Gaffney               |
| Purnell Pratt   | – Garston                   |
| Tully Marshall  | – Managing Editor           |
| Inez Palange    | – Mrs. Camonte              |
| Edwin Maxwell   | – Chief of Detectives       |
| Harry J. Vejar  | – Big Louis Costillo        |
| Douglas Walton  | – Cescas pojkvän            |

## Om filmen
Filmen fick stor uppmärksamhet för sina, med dåtidens mått mätt, mycket våldsamma scener; Howard Hughes hade valt att inte gå Hays-koden till mötes och ändra manuset. Censorerna klippte filmen och ett nytt slut filmades. Hughes gillade inte den versionen och släppte sin egen version i de stater som hade mindre strikta censorer.
"Scarface" var i verkligheten Al Capones smeknamn och Capone sägs ha uppskattat filmen och hade en egen kopia av den.
Filmen finns i nyinspelning i regi av Brian De Palma från 1983 (se Scarface).